# Brachytrachelopan
Brachytrachelopan là một chi khủng long, được Rauhut Remes Fechner Cladera & Puerta mô tả khoa học năm 2005.